# Mieczysław Roman
Mieczysław Roman (ur. 15 września 1921 w Niechobrzu, zm. ?) – pułkownik ludowego Wojska Polskiego zdegradowany do stopnia szeregowego.
Syn Władysława i Marii. Podczas okupacji żołnierz Armii Krajowej. Członek PPR i PZPR. Oficer Wojska Polskiego. Od 1957 pełnił służbę w Zarządzie II Sztabu Generalnego WP (wywiad wojskowy). Od maja 1958 do lipca 1960 był attaché wojskowym, morskim i lotniczym Ambasady PRL w Kanadzie. Od kwietnia 1961 do maja 1966 był attaché wojskowym, morskim i lotniczym Ambasady PRL w Wielkiej Brytanii. W następnych latach służył na stanowisku szefa sztabu Głównego Inspektoratu Lotnictwa. Przez wiele lat był dyrektorem generalnym Centralnego Zarządu Lotnictwa Cywilnego (poprzednik obecnego Urzędu Lotnictwa Cywilnego).
Od 25 maja 1982 został przeniesiony z Ministerstwa Obrony Narodowej do Ministerstwa Spraw Wewnętrznych i 5 czerwca tego roku wyznaczony na stanowisko zastępcy szefa Wojsk MSW.
Wyrokiem Sądu Warszawskiego Okręgu Wojskowego Mieczysław Roman, związany z Sowietami były oficer wywiadu wojskowego PRL, dobry kolega gen. Wojciecha Jaruzelskiego, który znał jego rodzinę, i bliski współpracownik gen. Czesława Kiszczaka, który w stanie wojennym wyznaczył go na stanowisko zastępcy szefa wojsk MSW, skazany na łączną karę 12 lat pozbawienia wolności oraz degradację za to, że w dniu 7 października 1982 użył broni służbowej i podczas sprzeczki z zięciem oddał strzał, w następstwie którego śmiertelnie zranił córkę, a następnie pozbawił życia zięcia. Do tragedii doszło w wyniku rodzinnej awantury po wysłuchaniu telewizyjnego wystąpienia ówczesnego wicepremiera Mieczysława Rakowskiego.